# Индијана
Индијана (енгл. Indiana), држава је САД која се налази у подручју Великих језера. Према северозападу излази на језеро Мичиген, према северу се граничи са Мичигеном, према истоку са Охајом, према југу са Кентакијем а према западу са Илиноисом. Индијана је по површини 38. држава док је по броју становника на 16. месту у САД. Постала је држава 11. децембра 1816. као 19. по реду. Главни град је Индијанаполис.

## Демографија
| 1900.     | 1910.     | 1920.     | 1930.     | 1940.     | 1950.     | 1960.     | 1970.     | 1980.     | 1990.     | 2000.     | 2010.     |
| --------- | --------- | --------- | --------- | --------- | --------- | --------- | --------- | --------- | --------- | --------- | --------- |
| 2.516.462 | 2.700.876 | 2.930.390 | 3.238.503 | 3.427.796 | 3.934.224 | 4.662.498 | 5.193.669 | 5.490.224 | 5.544.159 | 6.080.485 | 6.483.802 |